# Tsui Hark
Tsui Hark, rodným jménem Tsui Man-kong (* 15. února 1950, Saigon) je původem vietnamsko-čínský režisér, scenárista a producent působící v hongkongském filmovém průmyslu. Jeho doménou jsou akční filmy a snímky využívající asijská bojová umění (wu-sia). Třikrát dostal Hong Kong Film Award za nejlepší režii - roku 1991 za Tenkrát v Číně, v roce 2010 za film Detektiv Dee a záhada smrtícího ohně a roku 2015 za snímek Dobytí Tygří hory. Na sérii Lepší zítřek spolupracoval s Johnem Woo, první dva díly produkoval, třetí i režíroval. 
V 90. letech krátce natáčel v Hollywoodu. Natočil akční snímky Double Team (1997) a Kontraband (1998), oba s Jean-Claudem van Dammem v hlavní roli. Žádný z filmů nebyl finančně úspěšný V americkém Texasu také v mládí studoval režii.